# Ravno Rašće
Ravno Rašće falu Horvátországban, Sziszek-Monoszló megyében. Közigazgatásilag Glinához tartozik.

## Fekvése
Sziszek városától légvonalban 26, közúton 41 km-re délnyugatra, községközpontjától légvonalban 5, közúton 6 km-re délkeletre, a Maja-folyó jobb partján fekszik. Nyugati részén halad át a Glinát Dvorral összekötő 6-os számú főút.

## Története
Ravno Rašće a környék számos településéhez hasonlóan a 17. század vége felé nagyrészt a Boszniából a török uralom elől menekülő pravoszláv szerbekkel, kis részben horvátokkal népesült be. 1696-ban a szábor a bánt tette meg a Kulpa és az Una közötti határvédő erők parancsnokává, melyet hosszas huzavona után 1704-ben a bécsi udvar is elfogadott. Ezzel létrejött a Báni végvidék, horvátul Banovina (vagy Banja), mely katonai határőrvidék része lett. 1745-ben megalakult a Glina központú első báni ezred, melynek fennhatósága alá ez a vidék is tartozott. 1881-ben megszűnt a katonai közigazgatás. A falunak 1857-ben 340, 1910-ben 534 lakosa volt. 1918-ban az új szerb-horvát-szlovén állam, majd később Jugoszlávia része lett.
A második világháború idején a Független Horvát Állam része volt. A délszláv háború előestéjén lakosságából 198 szerb és 105 horvát nemzetiségű volt. A falu 1991. június 25-én jogilag ugyan a független Horvátország része lett, de szerb lakossága a Krajinai Szerb Köztársasághoz csatlakozott. A szerb erők a horvát lakosságot elűzték. 1995. augusztus 8-án a Vihar hadművelettel foglalta vissza a horvát hadsereg. A szerb lakosság elmenekült de később többen visszatértek. A településnek 2011-ben 129 lakosa volt, akik mezőgazdasággal és állattartással foglalkoztak.

## Népesség
| Lakosság változása | Lakosság változása | Lakosság változása | Lakosság változása | Lakosság változása | Lakosság változása | Lakosság változása | Lakosság változása | Lakosság változása | Lakosság változása | Lakosság változása | Lakosság változása | Lakosság változása | Lakosság változása | Lakosság változása | Lakosság változása |
| ------------------ | ------------------ | ------------------ | ------------------ | ------------------ | ------------------ | ------------------ | ------------------ | ------------------ | ------------------ | ------------------ | ------------------ | ------------------ | ------------------ | ------------------ | ------------------ |
| 1857               | 1869               | 1880               | 1890               | 1900               | 1910               | 1921               | 1931               | 1948               | 1953               | 1961               | 1971               | 1981               | 1991               | 2001               | 2011               |
| 340                | 384                | 348                | 486                | 558                | 534                | 552                | 575                | 457                | 485                | 496                | 440                | 385                | 314                | 163                | 129                |

## Nevezetességei
A nemzeti felszabadító háború áldozatainak emlékműve.